# Santuario de Bahá'u'lláh
El Santuario de Bahá'u'lláh es el lugar más sagrado para los bahá'ís y representa la alquibla o punto de adoración y meta del peregrinaje de los fieles provenientes de todo el mundo. Contiene los restos mortales de Bahá'u'lláh y se sitúa cerca de la Mansión de Bahjí, lugar donde Él murió.
El Santuario de Bahá'u'lláh está compuesto por una sala central que posee un pequeño jardín en el centro. En la esquina derecha de la sala central existe una sala pequeña donde están los restos mortales de Bahá'u'lláh.
El Mausoleo fue ocupado, después de la muerte de `Abdu'l-Bahá, por Mírzá Muhammad `Alí, quien robó las llaves en enero de 1922.
El gobernador de Acre dijo que las llaves se dieran a las autoridades y puso un guardia custodiando el Mausoleo. A comienzos de 1923 las llaves le fueron devueltas a Shoghi Effendi.
El Mausoleo, sus jardines y la Mansión de Bahjí, que forman parte del Centro Mundial Bahá'í, fueron declarados en julio de 2008 Patrimonio de la Humanidad.
Shoghi Effendi llamó al Mausoleo de Bahá'u'lláh Daryá-yi-Núr, es decir, "Océano de Luces".